# Groot glanshorentje
Het groot glanshorentje (Eulima glabra) is een slakkensoort uit de familie van de Eulimidae. De wetenschappelijke naam van de soort is voor het eerst geldig gepubliceerd in 1778 door da Costa.